# Пенккарит

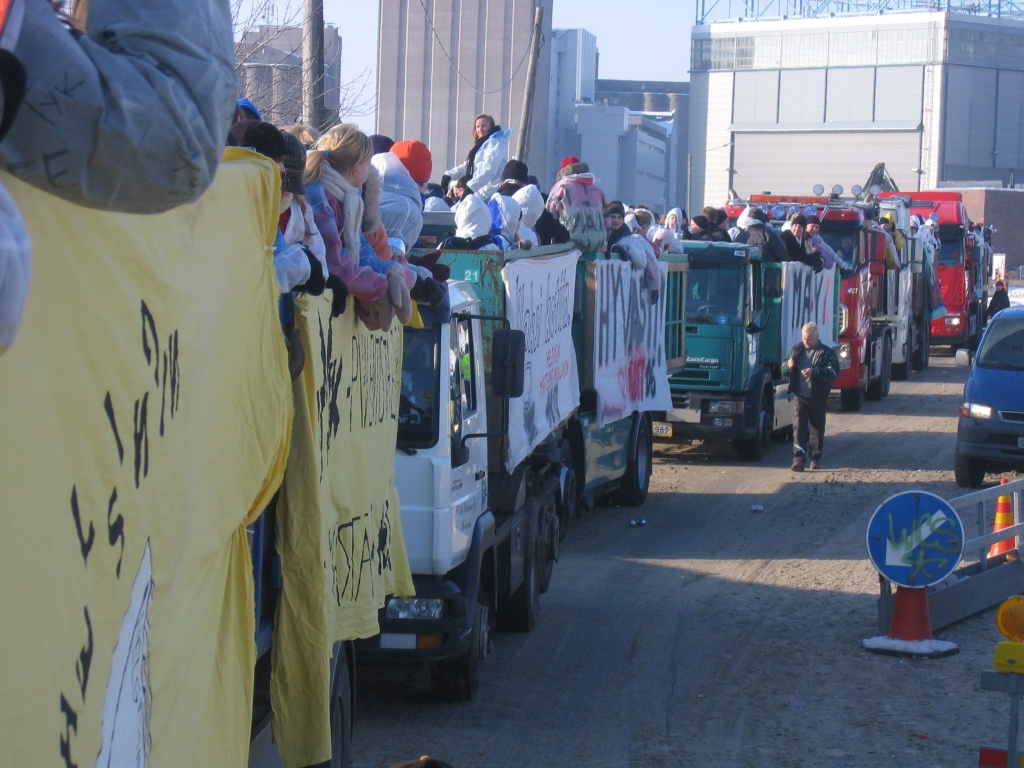
Очередь грузовиков на Пенкинпайнаяйсет 16.02.2006

Пе́нкинпа́йнаяйсет (фин. penkinpainajaiset, дословно — «просиживание скамьи») или Пе́нккарит (фин. penkkarit) — традиционный праздник выпускников гимназий (лицеев) Финляндии, заканчивающих учёбу. 

## История
Традиции празднования были заложены в 1920-е годы в Хельсинки.

## Ход праздника
Праздник устраивают ежегодно в феврале, когда абитуриенты (ученики последнего класса гимназии) заканчивают свою учёбу. В выпускном классе гимназии, в отличие от младших классов, учёба заканчивается уже в феврале. После этого выпускники готовятся к государственным экзаменам на аттестат зрелости, которые проходят в конце второго полугодия. Выпускники («аби») празднуют окончание  учёбы в четверг между 12 и 18 февраля. В этот день абитуриенты в последний раз перед выпускными студенческими экзаменами сидят за партами, а после надевают смешную карнавальную одежду и объезжают город на грузовиках, бросая конфеты проходящим мимо людям, . На бортах грузовиков обычно натянуты разукрашенные полотна с названиями гимназий, карикатурами и шаржами по какой-нибудь актуальной проблеме, увязанной с жизнью школы. В городах, где много гимназий, украшение грузовиков превращается в настоящее состязание. Во многих гимназиях выпускники одеваются в день праздника в маскарадные костюмы. В одних гимназиях костюмы следуют какой-либо теме, в других гимназиях выпускники могут одеваться, как они хотят, и иногда классный руководитель может предложить тему. Праздник напоминает карнавал, это последняя возможность для выпускников повеселиться, потому что после этого праздника они начинают готовиться к экзаменам.
На следующий день после пенккарит праздновать ученики второго, предвыпускного класса, потому что они становятся старшими в гимназии. Их праздник носит название «день старших» (фин. Vanhojen päivä).